# Диференцијална акултурација
Диференцијална акултурација је варијабилни степени брзине којом се различити људи адаптирају на нове културе (језик, животни стил, норме). На брзину акултурације утичу образовање, развојни степен, претходно искуство и познавање нове културе, ниво софистицираности и самопоуздања као и степен расположиве емотивне подршке и зрелости.